# Sophronica strandi
Sophronica strandi là một loài bọ cánh cứng trong họ Cerambycidae.